# Puchberg am Schneeberg
Puchberg am Schneeberg – gmina targowa w Austrii, w kraju związkowym Dolna Austria, w powiecie Neunkirchen. Liczy 2 665 mieszkańców (1 stycznia 2014).